# Cyrtocara moorii
Cyrtocara moorii — вид риб родини цихлових (Cichlidae), єдиний в складі роду Cyrtocara.. Ендемік озера Малаві. Утримують як акваріумну рибку, відому під назвою «блакитний дельфін».

## Опис

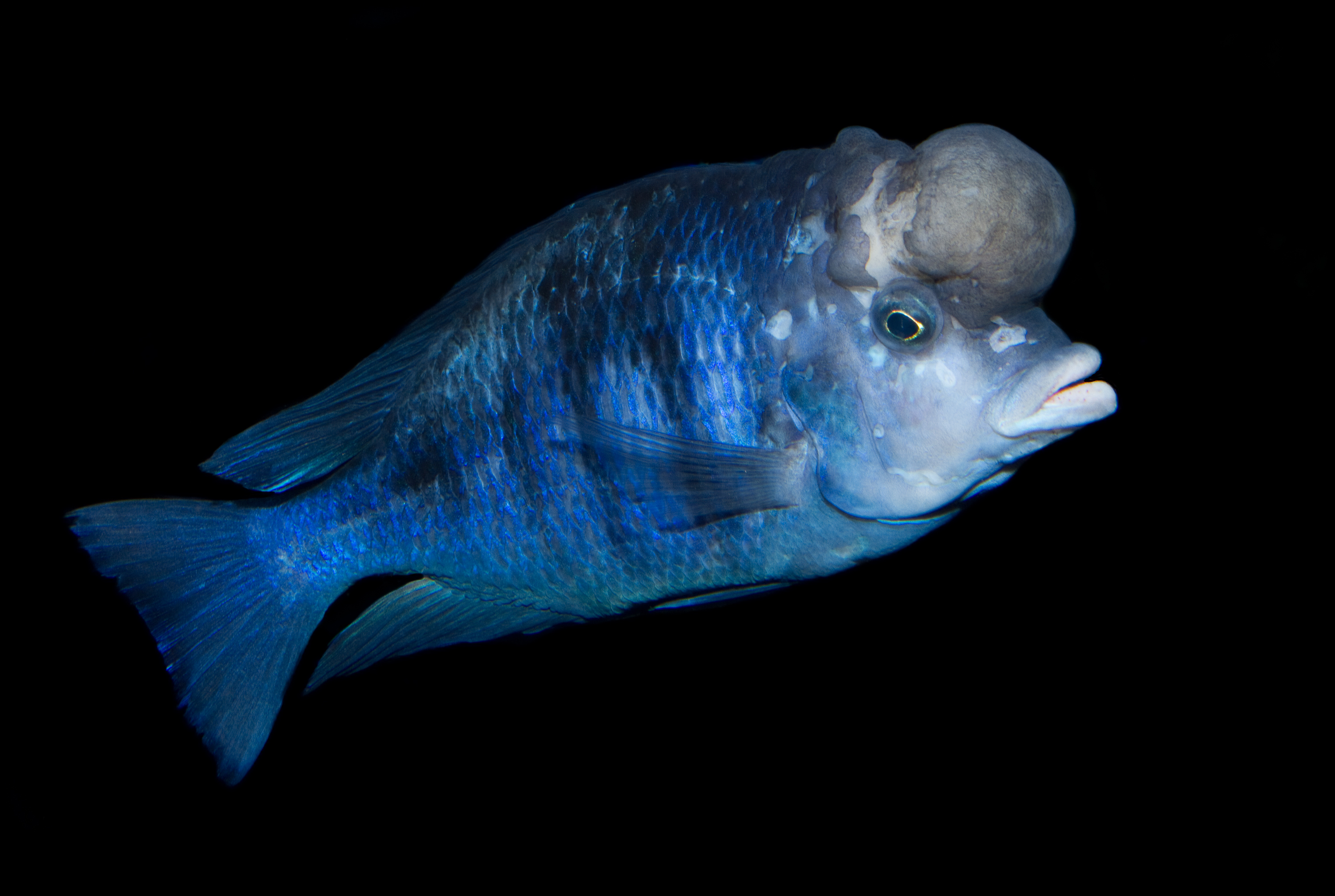
Самець

Завдовжки в природі — до 25 см, в акваріумі — близько 15-20 см.

## Переглянуті (старі) види родуCyrtocara
- Cyrtocara annectens Regan 1922 див. Protomelas annectens (Regan 1922)
- Cyrtocara liemi McKaye & Mackenzie 1982 див. Caprichromis liemi (McKaye & MacKenzie 1982)
- Cyrtocara macrocleithrum Stauffer & McKaye 1985 див. Alticorpus macrocleithrum (Stauffer & McKaye 1985)
- Cyrtocara prodromus Trewavas 1935 див. Haplochromis prodromus Trewavas 1935

## Утримання в акваріумі
Бажана місткість акваріума — від 200 літрів, з укриттями. Параметри води: температура 24-28 °C, кислотність (рН) 7,2-8,5, твердість (dH) 5-20. Потрібна аерація, фільтрація та регулярна заміна води.